# Gaojiazhuang (köpinghuvudort i Kina, Jiangsu Sheng, lat 33,04, long 119,98)
Gaojiazhuang är en köpinghuvudort i Kina. Den ligger i provinsen Jiangsu, i den östra delen av landet, omkring 160 kilometer nordost om provinshuvudstaden Nanjing. Antalet invånare är 19 928. Befolkningen består av 9 985 kvinnor och 9 943 män. Barn under 15 år utgör 15,0 %, vuxna 15-64 år 65 %, och äldre över 65 år 19,0 %.
Runt Gaojiazhuang är det tätbefolkat, med 591 invånare per kvadratkilometer. Närmaste större samhälle är Shaoyang, 18,7 km sydväst om Gaojiazhuang. Trakten runt Gaojiazhuang består till största delen av jordbruksmark.
Genomsnittlig årsnederbörd är 1 148 millimeter. Den regnigaste månaden är juli, med i genomsnitt 241 mm nederbörd, och den torraste är januari, med 30 mm nederbörd.